# 天生绝配 (1997年电影)
《天生绝配》是一部1997年上映的台湾喜剧电影，由朱延平执导，吴奇隆、翁虹、郝劭文等主演。

## 劇情大綱
「吳正英」是名剛任職的菜鳥刑警。在押囚犯「神經」為了獨吞搶劫銀行的錢財，在情婦幫助下越獄成功，並殺了當年的同夥「阿呆」。某日，吳正英被留在飯店一樓大廳警戒，兩名資深刑警到飯店內搜查時被神經開槍射殺，一死一重傷。神經挾持櫃台小姐並喝令吳正英放下槍後，射殺重傷逃到一樓的資深刑警。神經與情婦駕吉普車逃離現場，吳正英僥倖逃過一死。

吳正英是唯一目擊證人，因而參與辦案，卻被老資格刑警瞧不起。吳正英為了讓長官肯定其能力，絞盡腦汁終心生一計，他天真地從監獄借提阿呆的女友「翁小虹」協助辦案。吳正英與翁小虹手銬在一起，因行動不便，兩人互相鄙視。

經過幾次緝捕神經，都被神經脫逃，吳正英與翁小虹在此段期間彼此有好感，此時翁小虹說出「我有個兒子寄養在廟裡，我很想知道他過得好不好」；吳正英大為感動，決定在限期內陪她去看看兒子。吳正英與翁小虹被郝小子逗得哭笑不得，三人苦中作樂，卻讓翁小虹想起神經亦有一子；二人循此線索，找到神經的前妻及小孩。在迪斯可舞廳經過一番激烈槍戰，終於擊斃神經。吳正英回警局受到長官及同事們讚揚，也受到肯定。

## 角色及演員
| 角色       | 職務或身份           | 演員     | 備註 |
| ---------- | -------------------- | -------- | ---- |
| 吳正英     | 菜鳥刑警             | 吳奇隆   |      |
| 翁小虹     | 女囚犯、阿呆前女友。 | 翁虹     |      |
| 大師兄     | 和尚                 | 吳孟達   |      |
| 文文       | 小沙彌、小虹兒子     | 郝劭文   |      |
| 神經       | 槍擊要犯             | 林孟漢   |      |
| 客人       | 速食店客人           | 王彩樺   | 客串 |
| 達賴喇叭花 | 住持                 | 恆述法師 |      |
| 老總       | 刑事組長             | 馮淬帆   |      |
| 女星       | 警校宣傳片女演員     | 唐德惠   |      |
| 阿儒       | 搶案共犯             | 朱家麟   |      |
| 麵攤老闆   | 蚵仔麵線老闆         | 張立威   |      |
| 刑警       | 被槍殺的刑警之一     | 陳光前   |      |
| 崔西       | 神經女友             | 秦筠     |      |

### 幕後工作人員及協力廠商
| 出品人：羅條慧 | 道具：許英光、張弘 | 燈光：李豫群         | 錄音：寶來發錄音室 | 場記：孟祥俐       |
| 行政：林碧珠   | 攝影助理：葉進榮   | 服裝：林志榮、張咏堯 | 化妝：尤宜珠       | 場務：李文中       |
| 劇照：楊源坤   | 爆破：月華祥       | 電工：鄭和平         | 卡車：吳國明       | 效果：林順郎       |
| 字幕：張憲芳   | 光學：劉德光       | 對白：景平工作室     | 器材：力榮器材公司 | 沖印：台北沖印公司 |
| 底片：柯達軟片 |                    |                      |                    |                    |